# 睦月島

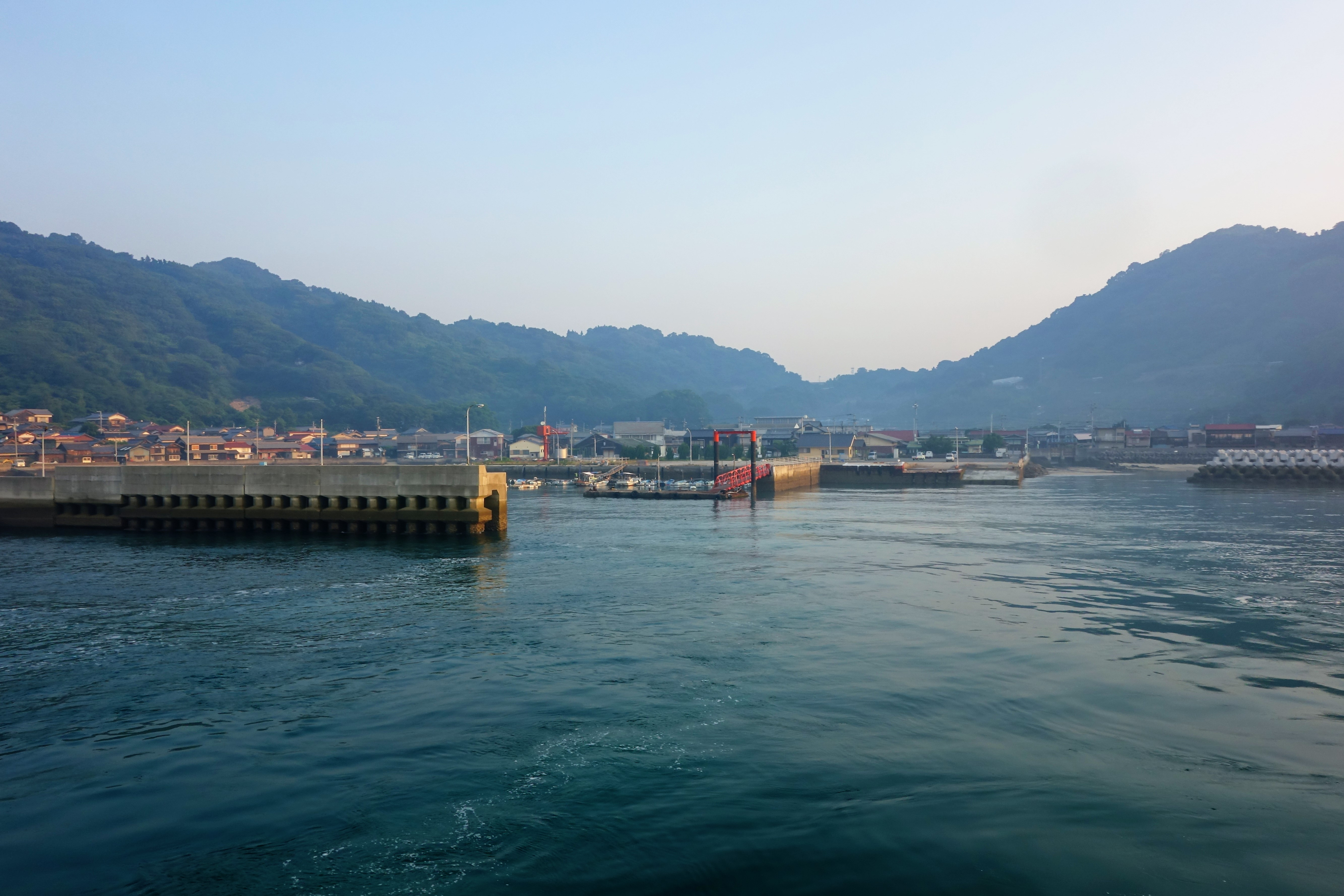
睦月島の睦月港。2018年撮影

睦月島（むづきじま）とは、瀬戸内海の松山沖に位置する忽那諸島に含まれる島。中島本島の東、野忽那島の西に位置する。行政区画としては愛媛県松山市に属する。

## 地理
瀬木戸海峡をはさみ中島本島のすぐ東、野忽那島との間には芋子瀬戸（海峡には無人島の芋子島がある）と、二つの有人島にはさまれている。南は釣島海峡をはさみ興居島に対し、北は斎灘に面している。島全体が二つの山の形をしており、東の高松山（218ｍ）と西に幟立山が並んでおり、中央部が南に向かってやや開かれている。南の釣島海峡側に突き出した甫埼（帆崎と書くものもある）と崩鼻との間の小規模な湾内に集落が形成され、人家が密集し、小学校（休校中、かつては中学校もあった）、郵便局など公共的施設もこの集落にある。このほかの北、東、西方面は山裾がそのまま海に落ち込んだような地形をしており、島を一周する道路もない（農道はあり）。島の北東端の梅ノ子鼻には忽那氏一族の要塞跡（史跡指定）がある。
山頂近くにまで果樹園が展開されている。
- 周囲：13km
- 面積：3.82km2

島の大半は花崗岩質で、一部凝灰岩がみられる。

### 島名の由来
島名の由来は、伊予王子と和気姫の子むつきがこの島に流れ着いたという説と河野家の祖先がこの島に逃げ落ちたときに月が出ていなかった（無月）からという説、また災いが続いたので古名の「無須喜」を改めたとの説があるが、確たるものはない。いずれにしても古くからある地名である。

## 歴史
中世期
- 1342年（興国3年）3月21日-23日 - 梅の子の合戦。湯築城主・河野通盛の軍を打ち破る。

藩政期
大洲藩領の風早郡に属した。
- 明和7年 - 大火が発生、145軒焼失[1]
- 慶応年間 -石灰石の石切場があり、製造した石灰は安芸国方面へと出荷されていた。

明治以降
- 1879年（明治12年） - 睦月学校を字尾崎に開設
- 1890年（明治23年） - 字沢ノ口に睦月簡易学校開設
- 1889年（明治22年） - 睦月村と野忽那村の合併により睦野村となる
- 1917年（大正6年） - 睦月簡易学校に高等科設置
- 1947年（昭和22年） - 海底ケーブルを利用して電気通じる
- 1951年（昭和26年） - 簡易水道敷設
- 1958年（昭和33年） - 三津浜港との間に町営フェリーが運航される
- 1960年（昭和35年）3月31日 - 睦野村が中島町に編入
- 2005年（平成17年）1月1日 - 中島町が松山市に編入され[注釈 1]、松山市の一部となる。

## 社会

### 行政
庁舎
隣の野忽那島とともに温泉郡睦野村を形成していた。当時、役場は両島で一番の人口を擁する当島の大字睦月においた（島内には大字は1つのみ）。所属自治体はのちに温泉郡中島町、松山市と変遷した。
歴代村長

### 人口・世帯数
- 1914年（大正3年）　人口1389人、戸数262[1]
- 2010年（平成22年）　人口 276人、世帯数159戸（国勢調査）
- 2020年（令和2年）　人口 182人、世帯数120（同）

### 学校
かつては小中学校ともそれぞれ島内にあったが、中学校は統合され、小学校は児童数の減少により2009年度から休校となり、実質的に島内には小中学校ともなくなってしまった。
小学校　　
松山市立睦月小学校（2009年（平成21年）4月以後から休校）
2008年度（平成20年度）の児童3名であった。
中学校  なし
中島町立睦月中学校は2001年3月末に閉校。このため睦月島の中学生は、中島本島の松山市立中島中学校へ通学。

## 文化

### 寺社
- 玉善寺 - 夫婦楠
- 當田八幡神社（とうだはちまんじんじゃ） - 乃木大将による記念碑がある

### 地元文化
睦月島四国 - 各地にみられる地四国の一つ

### 文化財
史跡（いずれも松山市指定）
- 梅の子島砦跡
- 梅の子本城跡

中世の出城、砦の一つ。砦跡は干潮時には歩いてわたることができる。砦跡は1968年（昭和43年）と早い時期の指定。本城跡は2004年（平成16年）12月指定と、中島町の松山市への編入（2005年1月1日）の直前。

## 産業
明治30年代以降に伊予絣の行商の島として知られ繁栄をきわめた。明治39年の鑑札保持者が124名を数えたという。大正期から昭和初期にかけて栄えたが次第に衰退していった。長屋門を擁する民家などにその面影が窺える。替わりに柑橘農業が主たる産業となっていった。
現在の主たる産業は、農業（柑橘類）と水産業（タイ、メバル等を漁獲）。

## 交通
- 睦月港を発着する旅客船・フェリーが唯一の島外との交通手段である。

中島汽船の、松山港（高浜港）からの「東線」の高速艇、カーフェリーが発着。松山市への編入までは中島町営のフェリー・高速船が運航されていたが、編入する松山市が町営汽船事業の見直しを求め、中島町が検討のうえ、石崎汽船の支援を得て「中島汽船」として再出発したもの。